# Mundus vult decipi
Mundus vult decipi, sovint completat amb ergo decipiatur és una locució llatina que vol dir «Al món li agrada ser enganyat» i… «per això, que sigui enganyat». És un refrany que explica que segons els governadors des de la nit dels temps al poble li agrada ser enganyat, molt abans de la invenció de la variant moderna de la postveritat o altres fake news populistes. És una excusa fàcil que permet justificar qualsevol gestió enganyadora per polítics, impresaris i xarlatans.
L'autoria de l'expressió no és certa. Va ser atribuïda a Petroni al segle I però la frase no va ser atestada en cap dels escrits seus que ens van parvenir. La frase sí que reflecteix el típic cinisme realista de la cultura llatina d'aquesta època i també del renaixement, però no se sap de qui és ni quan va ser pronunciada per primera vegada. Altres fonts citen Sebastian Brant, el filsòsof humanista d'Estrasburg que va escriure als seus Paradoxa el 1533 «al món li agraden els enganys i mentides i vol ser dirigit per la quimera, com es diu en llatí ‘mundus vult decipi’». També va ser atribuïda al papa Gian Pietro Carafa (1476-1559). Els racionalistes del Renaixement justifiquen per aquest refrany l'astúcia d'utilitzar la religió per legitimar l'autoritat del governador davant un poble que prefereix l'error i la llegenda a la raó pura. El jesuïta francès François Garasse (1585-1631) cita un papa, «home de seny» sense precisar-ne el nom, qui en donar la benedicció en lloc de la fórmula «Benedictio in nomine patris...» sempre remugava entre les dents «Quandoquidem populus iste vult decipi, decipiatur» (Cada vegada que el poble vol ser enganyat, enganyem).